# Джубиа, Шавнае
Джубиа Шавнае (англ. Shawnae Jebbia; род. 13 сентября 1971, Сонома, Калифорния) — американская актриса

, модель и фотомодель; победительница конкурса красоты «Мисс США 1999».

## Биография
Выросла в округе Сонома и проживала в Себастополе на протяжении шести лет. Получила степень в области коммуникаций в Jacksonville University и окончила с отличием спортивную стипендию. Появлялась на телевидении и кино, например в "Barker Beauty" игрового шоу Новая цена – верная с 2002 по 2003 года и работала на телеканале ESPN2 с программой упражнений Co-ed Training перед участием на Мисс США. После нарушения слуха, вызванного болезнью Меньера, покинула индустрию развлечений и в настоящее время учится на сестринское дело. Выступила как докладчик слухового аппарата Siemens Pure 700.

### Участие в конкурсах красоты
В 1997 завоевала титул Мисс Массачусетс. Представляла штат на национальном конкурсе красоты Мисс США 1998, став первой представительницей штата, завоевавшая титул. Так как Джубиа имела небольшой опыт в выходе на сцену, Первая Вице Мисс Шона Гэмбилл завоевала титул Юная Мисс США 1994. Победительница Юная Мисс Массачусетс 1998 года — Сьюзи Кастильо, в 2003 году завоевала титул Мисс США.
Представляла страну на международном конкурсе красоты Мисс Вселенная 1998. Высокие баллы в выходах, позволили ей войти в Топ 5, но после интервью, она не вошла в Топ 3.